# براءة اختراع البرمجيات

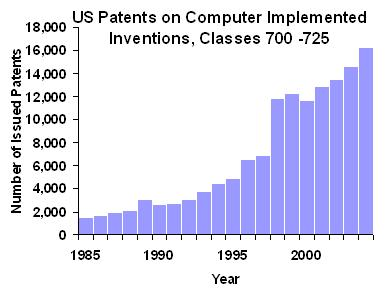

براءة اختراع (بالإنجليزية: software patent)، لا يوجد إجماع حول تعريف براءة اختراع البرمجيات. ففي حين تملك بعض الدول (مثل الولايات المتّحدة الأمريكيّة واليابان) قانون واضحة تحدّد كيفيّة الحصول على براءة اختراع البرمجيّات، فإن قوانين معظم الدول الأوروبيّة لا تمكّن من الحصول على براءة اختراع للبرمجيّة في حدّ ذاتها بل تمنح البراءة لاختراع أستُعملت فيه برمجيّات. أي أن براءة الاختراع تمنح حين يقع دمج البرمجيّة مع منظومة ماديّة لتحقيق هدف محسوس (مثل بعض أنظمة الفرملة الآليّة ABS)
و عادة ما تكون مسألة الحصول على براءات اختراع في مجال البرمجيّات محلّ جدل سياسي وتقني بين عدّة تيّارات تلعب فيها التكتّلات الصّناعيّة (اللّوبيّات) دورا بارزا.

## تاريخ براءات اختراع البرمجيّات
قُدّم أوّل طلب للحصول على براءة اختراع لبرمجيّة في 12 ماي 1962 لديوان البراءات البريطاني من طرف شركة بريتيش بتروليوم.